# Peter Ramsbotham, 3. Viscount Soulbury

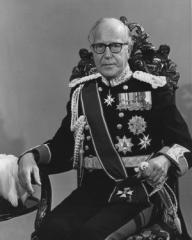
Peter Ramsbotham, 3. Viscount Soulbury

Peter Edward Ramsbotham, 3. Viscount Soulbury  GCMG, GCVO (* 8. Oktober 1919 in London; † 9. April 2010 in New Alresford, Ovington, Hampshire) war ein britischer Diplomat.

## Leben
Peter Edward Ramsbotham wurde als zweiter Sohn von Herwald Ramsbotham geboren. Sein Vater war Politiker in der Conservative Party und Generalgouverneur von Ceylon (1949–1954).
Er besuchte das Eton College und das Magdalen College der University of Oxford. 1938 erkrankte er an Polio. Aus diesem Grund wurde er zu Beginn des Zweiten Weltkrieges nicht mit der British Expeditionary Force nach Dünkirchen entsandt, sondern trat in die „Security Section“ des britischen War Office ein. Nachdem er wehrdiensttauglich erklärt worden war, trat er in die British Army ein. Dort diente er 1942–1943, zunächst als Private, später dann, nach seiner Beförderung zum Offizier, beim Reconnaissance Corps. Ab 1943 war er Offizier beim Intelligence Corps in Frankreich. Dort leitete er eine Einheit der Spionageabwehr in der Normandie. Seine Aufgabe hierbei war es, deutsche Agenten abzufangen und gefangen zu nehmen.
Später, gegen Ende des Zweiten Weltkrieges, wechselte Ramsbotham zur britischen Kontrollkommission in Deutschland und Österreich. Er war unter anderem in Hamburg und Berlin stationiert und war an der Entnazifizierung Deutschlands beteiligt. 1946 schied er mit dem Rang eines Lieutenant Colonel aus dem Armeedienst aus. In Anerkennung seiner Verdienste wurde er im August 1945 mentioned in Despatches. 1949 erhielt er das Croix de guerre.
1948 unterzog sich Ramsbotham der Aufnahmeprüfung beim Foreign Office. Aufgrund seiner schlechten Ergebnisse in Mathematik musste er die Prüfung sechs Monate später nochmals wiederholen. Beim Foreign Office war er zunächst in Berlin, unter anderem auch während der Berlinblockade, beim „German Department“ des Foreign Office. Von 1950 bis 1953 arbeitete er unter Leitung von Sir Roger Makins im „Department of Economic Relations“ des Foreign Office. Ramsbotham entwickelte sich in dieser Zeit zu einem Spezialisten auf dem Gebiet der Ölförderung und in allen Fragen der wirtschaftlichen Beziehungen zu den Ländern des Mittleren Ostens, insbesondere zu Iran, Saudi-Arabien und den übrigen Golfstaaten. Während der Abadan-Krise war er Mitglied der Delegation bei den Verhandlungen mit dem iranischen Premierminister Mohammad Mossadegh.
1953 wurde er Kanzleichef (Head of Chancery) der britischen Vertretung bei den Vereinten Nationen und diente während der Suez-Krise unter Sir Pierson Dixon, dem britischen Botschafter bei den Vereinten Nationen. 1957 kehrte er ins Foreign Office nach London zurück, wo er bis 1961 als Leiter der Abteilung „Western Organisations“ und Leiter des „Planning Department“ war. 1961 wurde er zum Counsellor befördert. Von 1963 bis 1967 war er Head of Chancery an der Britischen Botschaft in Paris, zu der Zeit, als der Beitritts Großbritanniens zum Gemeinsamen Markt scheiterte. Während einer zweijährigen Dienstabwesenheit vom Foreign Office arbeitete Ramsbotham von 1967 bis 1969 beim International Institute for Strategic Studies in London. 1969 wurde er High Commissioner in Zypern.
1971 wurde Ramsbothom unter Premierminister Edward Heath britischer Botschafter in Teheran. Ramsbotham war mit der arabischen Politik vertraut, galt aber nicht als „Freund der Araber“ und war deshalb für beide Seiten, sowohl für die britische Regierung, als auch für Schah Mohammad Reza Pahlavi, der ideale Kandidat für diesen Posten. Bis 1973 war er Botschafter im Iran. 1974 wurde er britischer Botschafter in Washington, D.C., wo er bis 1977 unter drei verschiedenen Präsidenten, Richard Nixon, Gerald Ford und Jimmy Carter die britischen Interessen vertrat. Gegen seinen Willen wurde er 1977 von dem damaligen britischen Außenminister David Owen zurückgerufen und durch Peter Jay ersetzt. Ramsbotham war über die Abberufung „verärgert“, doch ertrug er dies „mit Würde“. In einem Interview aus dem Jahr 2001 beschrieb er seine Zeit in Washington mit den Worten: „just my cup of tea“. Ramsbothams letzter Posten im diplomatischen Dienst war von 1977 bis 1980 die Position des Gouverneurs von Bermuda. Im Dezember 1977 forderte er dort von Premierminister James Callaghan britische Truppen an, nachdem wegen der Hinrichtung von zwei Attentätern, die 1973 Ramsbothams Vorvorgänger, Sir Richard Sharples, ermordet hatten, Unruhen in Bermuda ausgebrochen waren. 1980 ging Ramsbotham in den Ruhestand.
Er war Treuhänder der „Leonard Cheshire Foundation“ von 1981 bis 1994 und Vorsitzender der „Ryder-Cheshire Foundation for the Relief of Suffering“ von 1982 bis 1999. Er war außerdem Direktor der Lloyds Bank und Direktor der „Commercial Union Assurance Company“.
Die letzten Jahre seines Lebens verbrachte Ramsbotham in seinem Haus in Südengland, wo er sich seinen Hobbys widmete, der Gartenarbeit und dem Forellenfang im Fluss Itchen. Er starb nach langer Krankheit in seinem Haus in Ovingston an den Folgen einer Lungenentzündung.

## Auszeichnungen und Titel
Ramsbotham wurde 1964 zum Companion (CMG) des Order of St. Michael and St. George ernannt und 1972 als Knight Commander (KCMG) geadelt, wodurch er den Namenszusatz „Sir“ erhielt. 1978 wurde er Knight Grand Cross des Ordens. 1976 wurde er zum Knight Grand Cross (GCVO) des Royal Victorian Order und zum Knight of Justice (KStJ) des Order of Saint John ernannt. Seit 1992 war er Deputy Lieutenant von Hampshire. 2004 erbte er den Titel des Viscount Soulbury von seinem älteren Bruder James Ramsbotham, war aber weiterhin jedoch hauptsächlich unter dem rangniederen Titel Sir Peter Ramsbotham bekannt.

## Familie
Peter Ramsbotham war zweimal verheiratet. 1941 heiratete er Frances Massie Blomfield, die 1982 starb. Sie hatten gemeinsam eine Tochter und zwei Söhne. Seine Tochter war nach einem Verkehrsunfall körperlich behindert und ist mittlerweile verstorben. 1985 heiratete er in zweiter Ehe Dr. Zaida Hall, die Witwe von Ruthven Hall.